# 抹香鯨峰

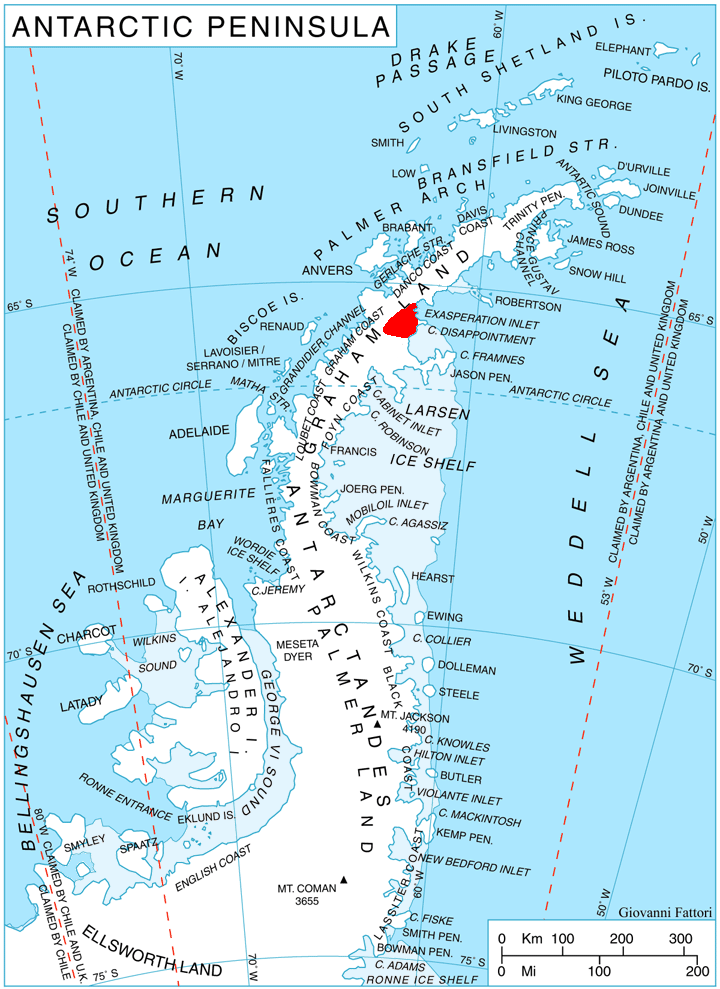

抹香鯨峰（英語：Cachalot Peak）是南極洲的山峰，位於奧斯卡二世海岸，處於斯塔布冰川和斯塔巴克冰川之間，屬於亞里斯多德山脈的一部分，海拔高度1,040米，現時由南極條約體系管理。